# Křesanov
Křesanov (též Křesánov) je malá vesnice, část města Vimperk v okrese Prachatice v Jihočeském kraji. Nachází se asi tři kilometry severozápadně od Vimperka. Křesanov je také název katastrálního území o rozloze 8,42 km². V katastrálním území Křesanov leží i Cejsice a Modlenice.
Ve vesnici se nachází kaple Nejsvětějších srdcí Panny Marie a Ježíše Krista, která byla obnovena roku 2015.

## Historie
První písemná zmínka o vesnici pochází z roku 1359.

## Obyvatelstvo
| Rok            | 1869 | 1880 | 1890 | 1900 | 1910 | 1921 | 1930 | 1950 | 1961 | 1970 | 1980 | 1991 | 2001 | 2011 | 2021 |
| -------------- | ---- | ---- | ---- | ---- | ---- | ---- | ---- | ---- | ---- | ---- | ---- | ---- | ---- | ---- | ---- |
| Počet obyvatel | 179  | 174  | 148  | 178  | 178  | 155  | 161  | 79   | 52   | 53   | 18   | 13   | 12   | 25   | 37   |
| Počet domů     | 21   | 21   | 19   | 20   | 21   | 22   | 23   | 21   | 21   | 10   | 6    | 9    | 18   | 22   | 26   |

## Obecní správa
Při sčítání lidu v letech 1850–1971 Křesanov byl osadou obce Hrabice, se kterým patřil nejprve do okresu Prachatice, ale v roce 1950 v okrese Vimperk a od roku 1960 v okrese Prachatice. Od 26. listopadu 1971 je částí města Vimperk v okrese Prachatice, kdy se konaly městské volby.

## Fotogalerie

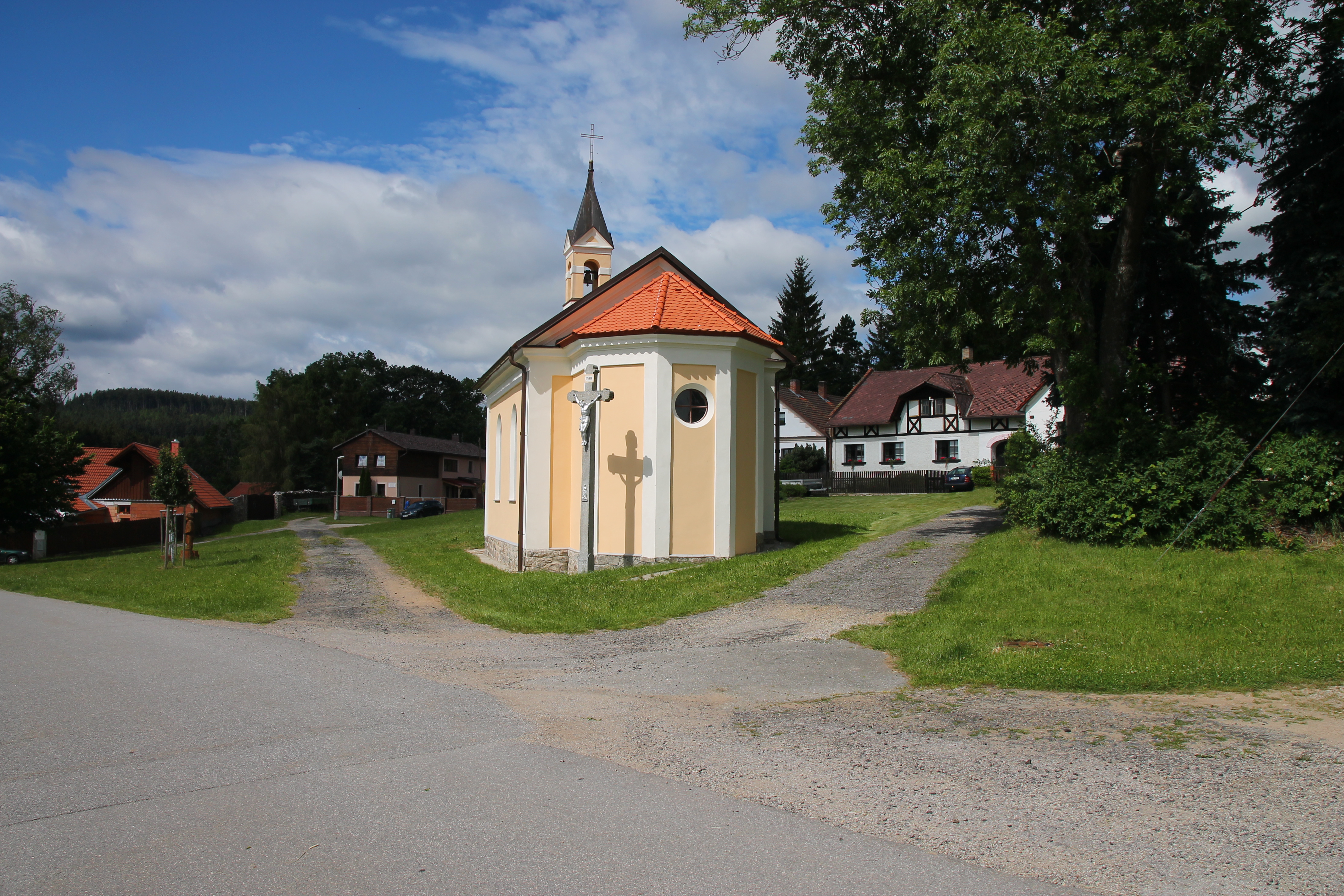
Kaple na návsi
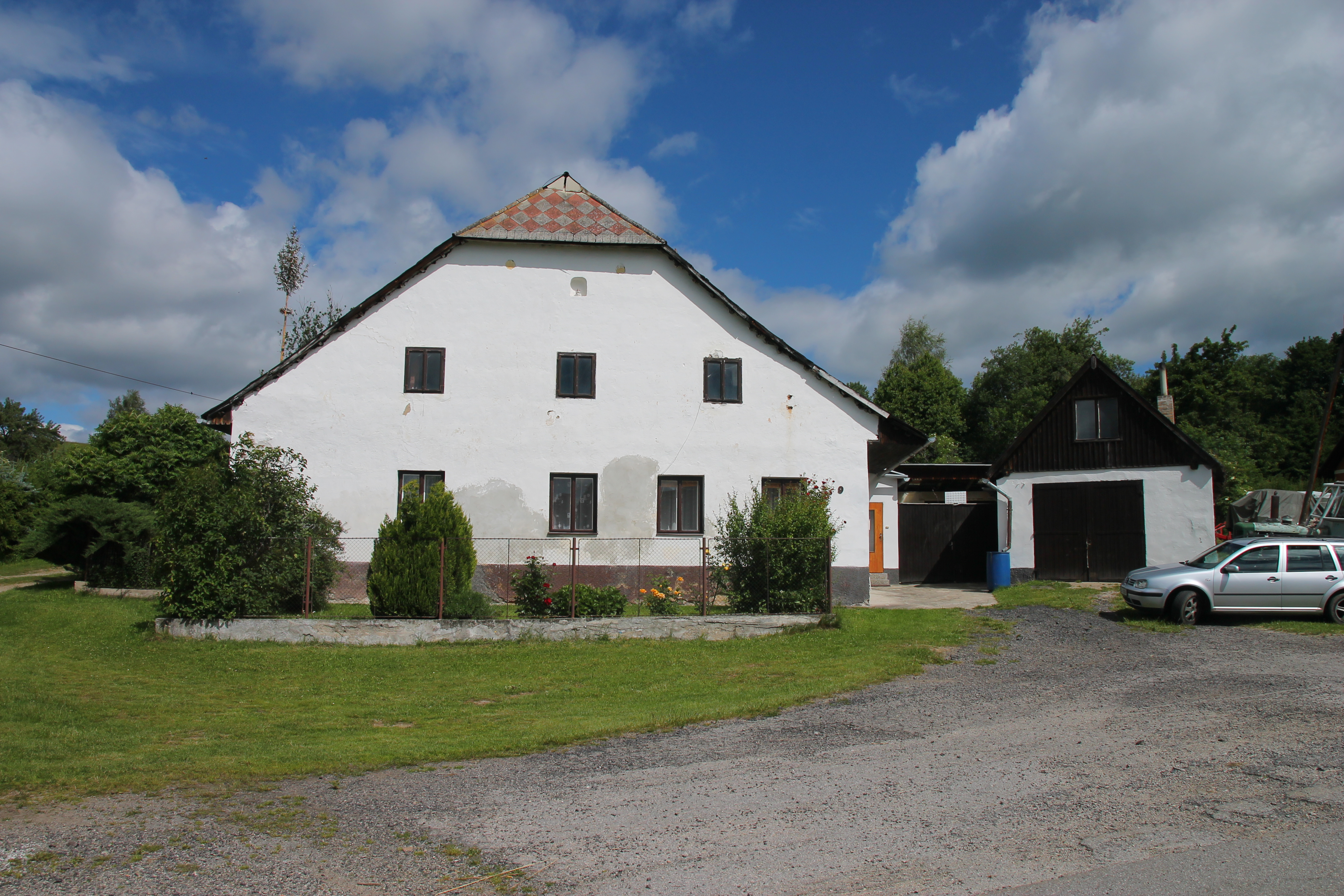
Chalupy na návsi
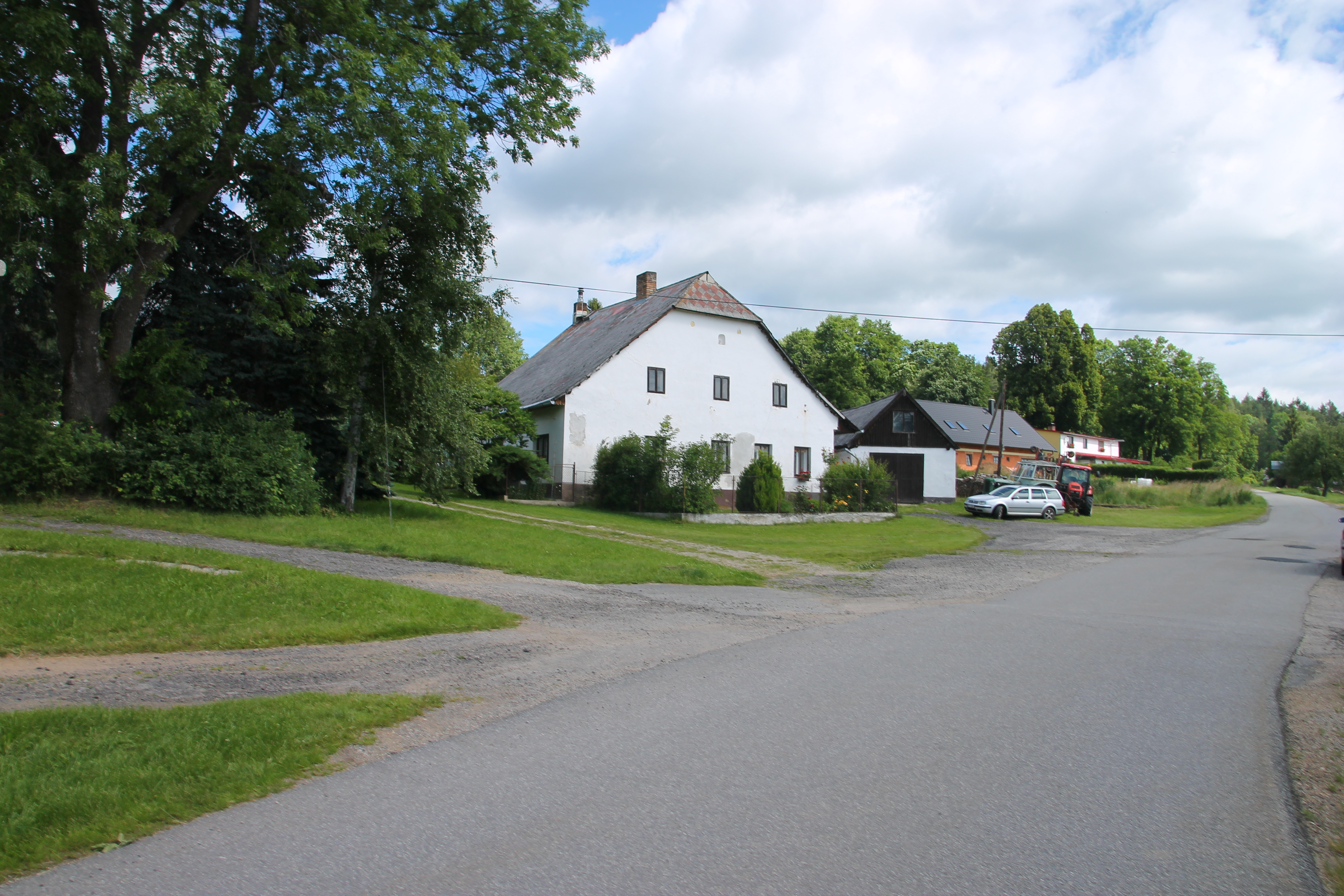
Chalupy na návsi
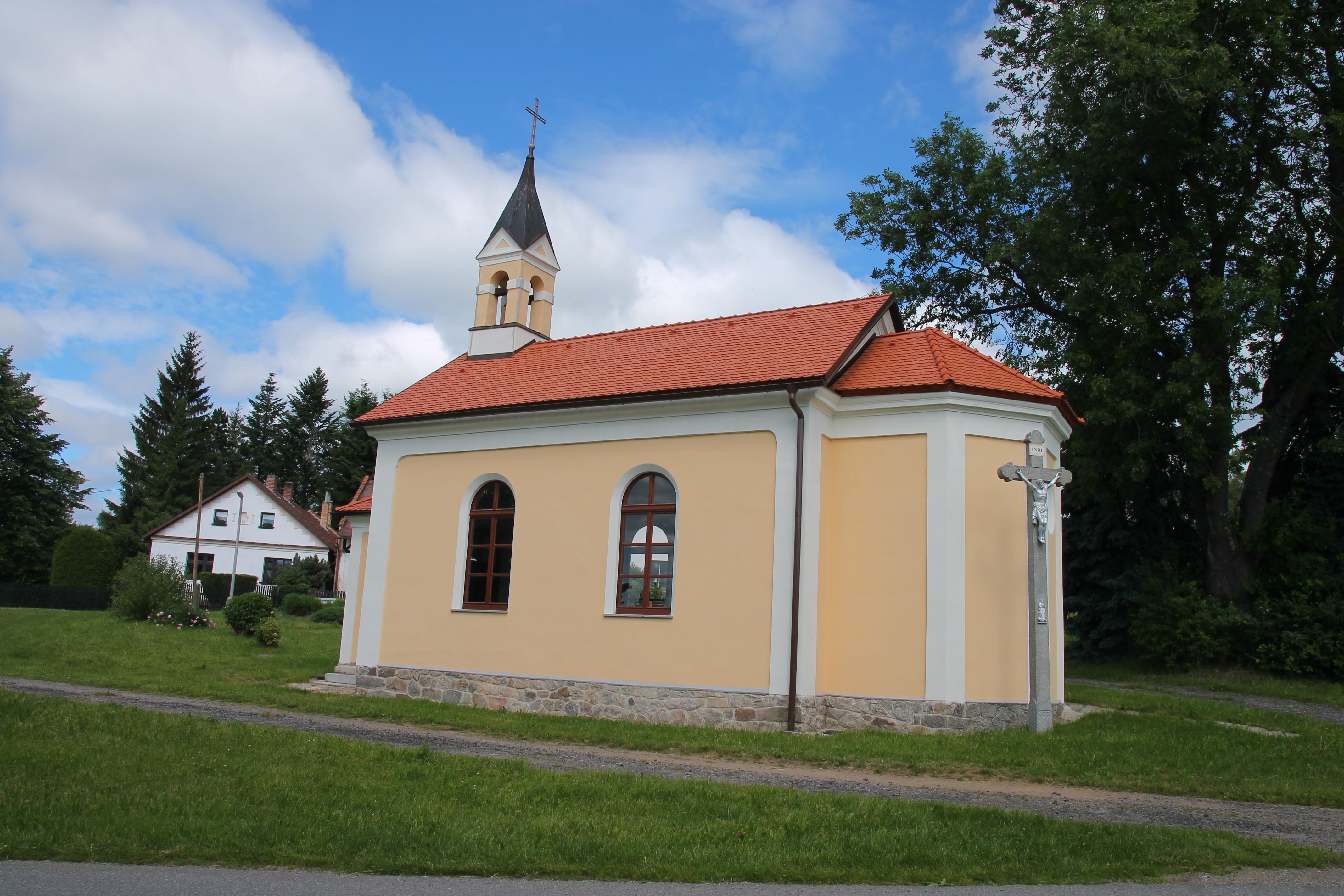
Kaple na návsi
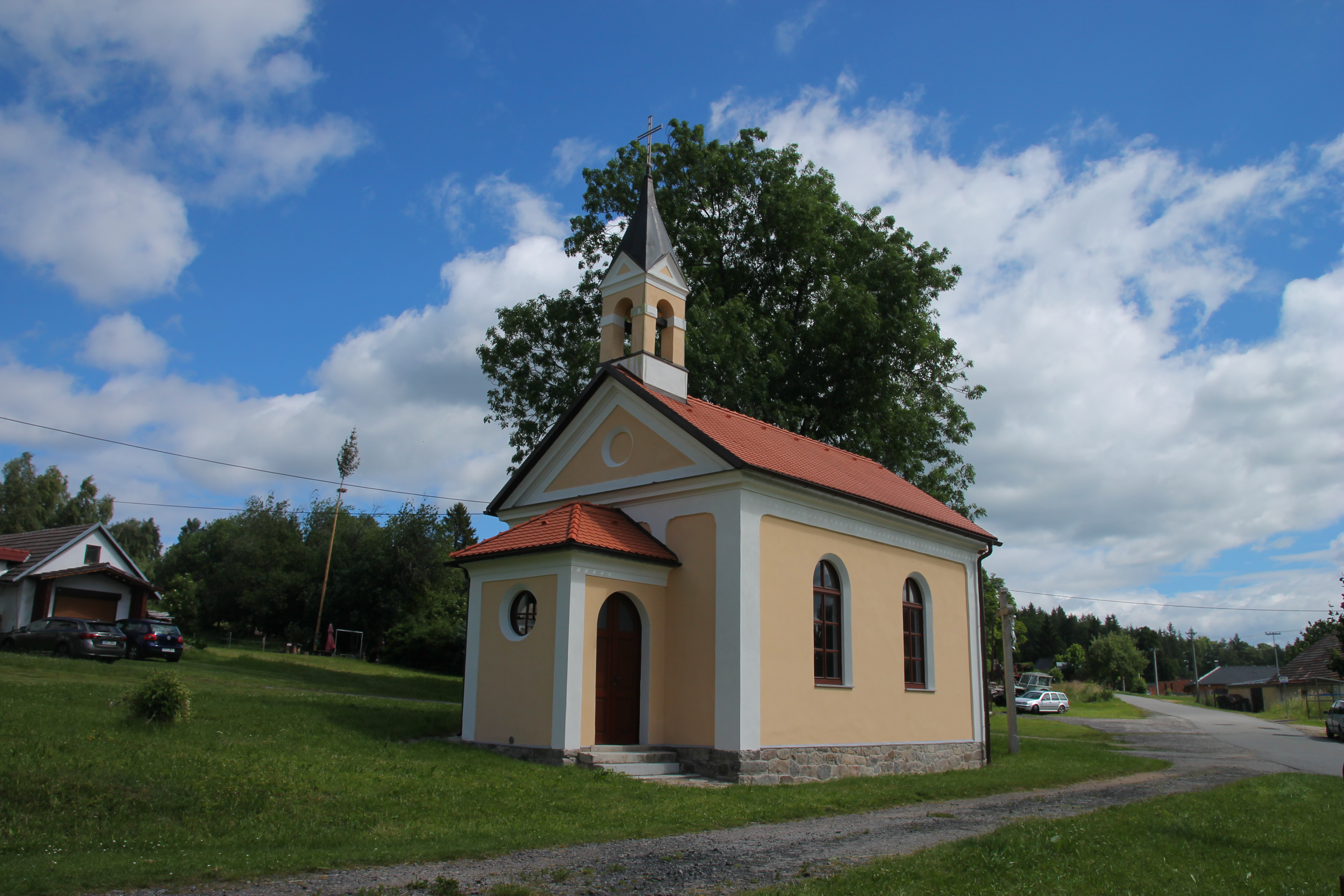
Kaple na návsi
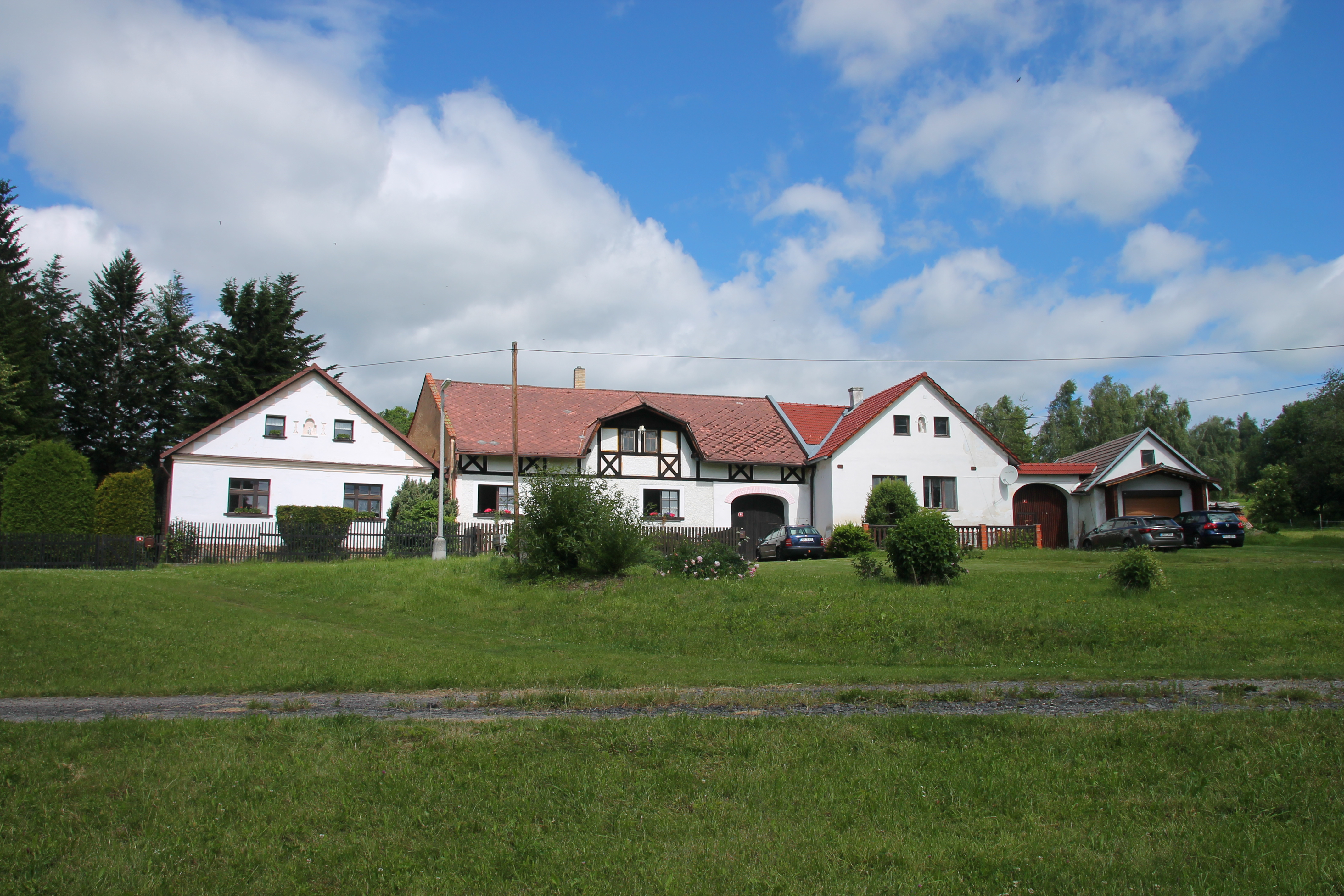
Chalupy na návsi
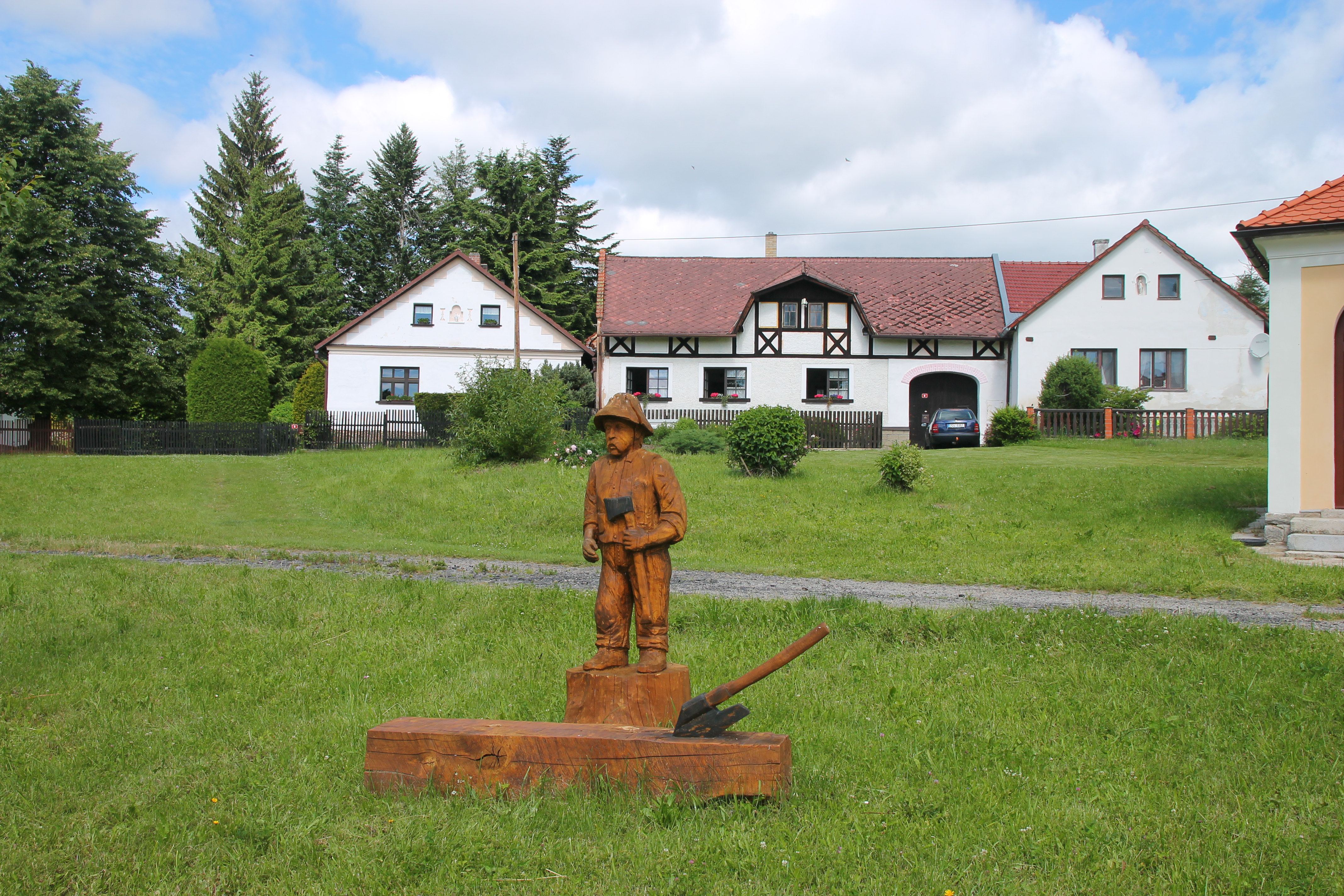
Socha dřevaře na návsi